# Olazti
Olazti (hiszp.: Olazagutía) – gmina w Hiszpanii, w Nawarze, o powierzchni 19,19 km². W 2011 roku gmina liczyła 1662 mieszkańców.